# Esporte Clube Santarém
O Esporte Clube Santarém é um clube esportivo da cidade de Santarém, Pará. Foi o primeiro clube de sua cidade a disputar o Campeonato Paraense de Futebol, por duas temporadas. Após isso licenciou-se e atualmente disputa apenas campeonatos locais. 

## História
O Santarém disputou o Campeonato Paraense em duas edições, em 1976 e 1977.

Em 3 de Abril de 1950 disputou uma partida contra o Clube de Regatas do Flamengo, perdendo a partida por 11x1.

## Participações no Campeonato Paraense
- Campeonato Paraense de Futebol: 2 (1976 e 1977)

### Estreia em 1976
Fazendo parte do grupo A, o clube estreou oficialmente no dia 4 de Abril empatando em 0x0 com o Tiradentes. 
Jogos do Primeiro Turno
- 04-04-1976 - EC Santarém 0x0 Tiradentes
- 11-04-1976 - EC Santarém 0x0 Tuna Luso
- 17-04-1976 - EC Santarém 0x1 Sport Belém
- 25-04-1976 - EC Santarém 0x1 Paysandu
- 02-05-1976 - EC Santarém 2x0 Liberato de Castro

Com esses resultados o clube ficou em 4º lugar no Grupo 4, garantindo assim sua permanência na disputa, uma vez que os dois piores de cada grupo foram eliminados da continuação. 
Jogos do Segundo Turno
- 30-05-1976 - EC Santarém 3x0 Marabá
- 06-06-1976 - Castanhal 1x2 EC Santarém
- 13-06-1976 - EC Santarém 1x3 Clube do Remo
- 20-06-1976 - EC Santarém 1x0 Sporting

Após esses resultados, o clube ficou em 4º lugar geral, ficando atrás somente do trio de ferro da capital, garantindo assim novamente sua continuação na competição;
Jogos do Terceiro Turno
- 04-07-1976 - Tuna Luso 4x1 EC Santarém
- 07-07-1976 - Clube do Remo 1x0 EC Santarém
- 12-07-1976 - Paysandu 2x0 EC Santarém
- 15-07-1976 - Sport Belém 1x2 EC Santarém
- 19-07-1976 - Castanhal 1x1 EC Santarém

O terceiro turno era disputado pelos remanescentes dos dois primeiros, desta vez em grupo único. Não conseguindo fazer frente ao trio da capital, o clube fechou o turno final em 5º lugar entre seis equipes, encerrando assim sua participação. Na classificação geral, foi o 4º colocado.

### 1977
Depois da boa campanha de estreia o clube vinha esperançoso para a temporada de 1977, mas não obteve o mesmo sucesso:
1º Turno
- 22-05-1977 - Internacional 0x2 EC Santarém
- 29-05-1977 - EC Santarém 0x1 Altamira EC
- 05-06-1977 - EC Santarém 2x2 Comercial
- 09-06-1977 - EC Santarém 0x2 Tuna Luso

Com esses resultados o clube ficou apenas em 3º entre 5 clubes no grupo C.
2º Turno
- 30-06-1977 - EC Santarém 5x2 Liberato de Castro
- 06-07-1977 - EC Santarém 0x4 Clube do Remo
- 10-07-1977 - Altamira EC 3x0 EC Santarém
- 13-07-1977 - EC Santarém 2x0 Internacional 0x2 EC Santarém

Com duas vitorias e duas derrotas em quatro jogos, o clube ficou novamente em 3º no grupo. 
3º Turno
- 14-08-1977 - Altamira EC 2x0 EC Santarém
- 19-08-1977 - Paysandu 5x2 EC Santarém

No terceiro turno, duas derrotas em dois jogos, fechando assim a sua última participação na história. O clube ficou com o 8º lugar na classificação geral entre 14 clubes. 

## Títulos
- - Campeonato Santareno de Futebol Sub17 - 2 (1997 e 2014)[1]